# Lac Saint-Pierre
Lac Saint-Pierre är en sjö i Kanada.   Den ligger i provinsen Québec, i den sydöstra delen av landet, 240 km öster om huvudstaden Ottawa. Lac Saint-Pierre ligger 1 meter över havet. Arean är 353 kvadratkilometer. Sjön är en utvidgning av Saint Lawrencefloden. 